# Handbal op de Olympische Jeugdzomerspelen 2010
Handbal is een van de olympische sporten die beoefend worden tijdens de Olympische Jeugdzomerspelen 2010 in Singapore. De wedstrijden zullen worden gespeeld van 20 tot en met 25 augustus in het International Convention Centre. Er is een jongens- en een meisjestoernooi. Er wordt in beide toernooien gespeeld met zes landen.

## Deelnemers
De handballers moeten in 1992 of 1993 geboren zijn. Elk team bestaat uit 14 spelers. Van elk van de vijf continenten speelt de winnaar van een continentaal (kwalificatie)toernooi. Het gastland mag of bij de jongens of bij de meisjes meedoen. Als een gekwalificeerd land niet deelneemt, wordt de plaats overgenomen door het volgend team van het continentale toernooi. Als het gastland niet deelneemt, gaat een extra plaats naar het continent van de regerend jeugdwereldkampioen. Een land mag zowel bij de jongens als meisjes meedoen. Gezien over alle teamsporten behalve basketbal, mag elk land slechts met 1 jongens- en 1 meisjesteam deelnemen.

## Kalender
| Augustus | 14 | 15 | 16 | 17 | 18 | 19 | 20 | 21 | 22 | 23 | 24 | 25 | 26 |
| -------- | -- | -- | -- | -- | -- | -- | -- | -- | -- | -- | -- | -- | -- |
| Handbal  |    |    |    |    |    |    |    |    |    |    |    | 2  |    |

|  | Competitie |  | Finale |

## Medailles
| Discipline | Goud | Goud | Zilver | Zilver | Brons | Brons |
| ---------- | ---- | --- | ------ | --- | ----- | --- |
| Jongens    | EGY  | Alley Mohsen Mostafa Khalil Karim Abdelrhim Ahmed Ibrahim Mostafa Bechir Kareem Elmenshawy Mostafa Awadalla Mohamed Maher Abdelrahman Shatta Abdelrahman Aly Ahmed Elwan Omar Elmaary Mohamed Aly                                            | KOR    | Kim Mingyu Lee Jeong Hwa Lim Seung Hoon Choi Hyeon Keun Yoo Sung Kyoung Ha Min Ho Lee San Hol Yoo Hyun Ki Lee Hyeon Sik Choi Himin Park Hyung Geon Oh Sang Hwan Hwang Do Yeop Jang Insung                                                      | FRA   | Mathieu Merceron Theophile Causse Adrien Ballet-Kebengue Jordan Bonilauri Julian Emonet O'Brian Nyateu Hugo Descat Bryan Jabea Njo Laurent Lagier Pitre Theo Derot Bejamin Bataille Timothey N'Guessan Antoine Gutfreund Kevin Rondel |
|            |      | |        | |       | |
| Meisjes    | DEN  | Anne Sophie Ernstroem Camilla Madsen Camilla Fangel Julie Parkhoei Signe Pedersen Nicoline Skals Mathilde Bjerregaard Pernille Clausen Mathilde Juncker Sara Smidemann Amanda Engelhardt Brogaard Rikke Ebbesen Rikke Iversen Cecilie Woller | RUS    | Daria Vakhterova Irina Zagaynova Tamara Chopikyan Nadezda Koroleva Oxana Korobkova Nadezda Pastukh Anna Shukalova Ksenia Milova Veronika Garanina Natalia Anisimova Oxana Kondrashina Nataliya Danshina Victoria Divak Ekaterina Chernobrovina | BRA   | Lais da Silva Thayanne Lopes Franciella da Rocha Keila Alves Juliana de Araujo Fernanda Marques Patricia da Silva Larissa Araujo Isadora Garcia Deborah Hannah Nunes Ana Eduarda Vieira Caroline Martins Mirian Galvao Daise Souza    |

### Medailleklassement
| Plaats | Land       | NOC    | Goud | Zilver | Brons | Totaal |
| ------ | ---------- | ------ | ---- | ------ | ----- | ------ |
| 1      | Denemarken | DEN    | 1    | 0      | 0     | 1      |
| 1      | Egypte     | EGY    | 1    | 0      | 0     | 1      |
| 3      | Rusland    | RUS    | 0    | 1      | 0     | 1      |
| 3      | Zuid-Korea | KOR    | 0    | 1      | 0     | 1      |
| 5      | Brazilië   | BRA    | 0    | 0      | 1     | 1      |
| 5      | Frankrijk  | FRA    | 0    | 0      | 1     | 1      |
| Totaal | Totaal     | Totaal | 2    | 2      | 2     | 6      |